# 9820 Hempel
A 9820 Hempel (ideiglenes jelöléssel 3064 T-1) a Naprendszer kisbolygóövében található aszteroida. Cornelis Johannes van Houten, Ingrid van Houten-Groeneveld és Tom Gehrels fedezte fel 1971. március 26-án.